# Баламбанган (остров)
Остров Баламбанган (малайск. Pulau Balambangan) — остров в области Кудат штата Сабах, Малайзия. Расположен у северной оконечности Калимантана, примерно в трёх километрах к западу от острова Банги. Является частью Морского парка Туна Мустафы. На острове также создан лесной заповедник Баламбанган площадью примерно 3,71 км², включающий нагорные участки, прибрежные мангровые леса и известковые районы.

## Геология и рельеф
Остров Баламбанган вытянут с северо-запада на юго-восток (около 24 км в длину и до 18 км в ширину). Южное побережье изрезано лагунами и бухтами, в частности глубокой лагуной Айер-Симпул (англ. Ayer Simpul), отделяющей центральные холмы от известняковых массивов на южной оконечности.
Рельеф преимущественно холмистый: высота холмов достигает 170 м над уровнем моря. В северной и восточной частях — песчаные равнины и прибрежные террасы высотой 2-15 м. Побережье местами заболочено, имеются мангровые леса, карстовые лагуны и короткие речные долины.
Геологически остров сложен породами, возраст которых охватывает период от мела до плейстоцена. Южная часть сложена коралловыми известняками формации Бонгая (англ. Bongaya Formation), где развиты карстовые формы рельефа — более 20 пещер, морские гроты, обрывистые скалы и осыпи. Эти образования являются типичными примерами рифовой платформы возрастом 10 миллионов лет.
В западной части острова залегают осадочные породы формации Тимохинг (англ. Timohing Formation), включающие песчаники, аргиллиты и терригенные отложения, накопленные в условиях шельфовой зоны. Здесь выявлены морские террасы, пляжные гряды, а также геоморфологические структуры, связанные с регрессией моря в позднем плейстоцене.

## История
Александер Далримпл, офицер Британской Ост-Индской компании, 12 сентября 1762 года заключил соглашение с султаном Бантиланом Муиззуддином, по которому султанат Сулу уступал остров Баламбанган компании, и Далримпл вступал во владение островом 22 января 1763 года. Создание фактории на Баламбангане было официально одобрено комитетом совета директоров в 1768 году, и Далримплу была предложена роль управляющего новым поселением.
Однако Далримпл вступил в конфликт с советом директоров, и его настойчивое стремление к единоличному управлению Баламбанганом привело к его увольнению в марте 1771 года. Далримпла заменил Джон Герберт (англ. John Herbert), командовавший кораблём «Британия», который в 1772 году перевозил солдат, товары и припасы из Индии и прибыл в Баламбанган в декабре 1773 года. Поселение торговало опиумом, оружием и тканями с жителями сулу и магинданао. Неправильное управление Гербертом Баламбанганом и плохие отношения с сулу повлекли разрушение поселения 26 февраля 1775 года пиратами Сулу . Герберт и другие выжившие спаслись в Брунее.
Во второй половине XVIII века голландцы из Джакарты попытались заселить западное побережье острова, но в 1797 году покинули его.
В 1803 году в ответ на возвращение Молуккских островов голландцам в соответствии с Амьенским договором 1802 года генерал-губернатор Индии Ричард Уэлсли принял решение о переселении на Баламбанган, поручив Роберту Фаркухару, британскому резиденту на Амбоне, организовать экспедицию на остров. Фаркухар восстановил поселение на Баламбангане к концу сентября 1803 года, несмотря на то, что корабли «Анструтер» и «Торнхилл» потерпели крушение у побережья острова Банги, когда 23 сентября шли из Малакки в Баламбанган, а «Генерал Бейрд» был уничтожен пожаром в гавани поселения 29 октября.
Фаркухар покинул Баламбанган и отправился в Пинанг 7 декабря, после чего для управления поселением был назначен комиссар. Баламбанган перешёл под юрисдикцию Пинанга, и будучи лейтенант-губернатором Пинанга, Фаркухар планировал укрепить поселение на Баламбангане, однако возобновление войны с Францией привело к тому, что совет директоров Британской Ост-индской компании наложил вето на этот план, остров был покинут в 1805 году.
В декабре 1805 года пять членов экипажа потерпевшей кораблекрушение шхуны Бетси сумели покинуть остров Баламбанган на маленькой лодке, несмотря на нападение одиннадцати туземцев, однако один из моряков скончался от ран в лодке.